# Село над Полховим Градцем
Село над Полховим Градцем (на словенски: Selo nad Polhovim Gradcem) е село в Словения, Средна Словения, община Доброва-Полхов Градец. Според Националната статистическа служба на Република Словения през 2002 г. селото има 36 жители.